# Уотерграсхилл
Уотерграсхилл (англ. Watergrasshill; ирл. Cnocán na Biolraí) — деревня в Ирландии, находится в графстве Корк (провинция Манстер).

## Демография
Население — 860 человек (по переписи 2006 года). В 2002 году население составляло 386 человек.
Данные переписи 2006 года:
| Общие демографические показатели |               |                               |                               |      |      |
| Всё население                    | Всё население | Изменения населения 2002—2006 | Изменения населения 2002—2006 | 2006 | 2006 |
| 2002                             | 2006          | чел.                          | %                             | муж. | жен. |
| 386                              | 860           | 474                           | 122,8                         | 437  | 423  |